# Hiéroglyphe égyptien F30
L'outre, en hiéroglyphes égyptiens, est classifiée dans la section F « Parties de mammifères » de la liste de Gardiner ; cet hiéroglyphe y est noté F30.

## Représentation
Il représente une outre en peau. Il est translittéré šd. 

## Utilisation
| Sd · d | w | F27 |

| Sd · d | w | F27 |

d'où découle son utilisation en tant que phonogramme bilitère ou complément phonétique de valeur šd.

## Exemples de mots
| Sd · d | A2 |

| Sd · d | A2 |

| Sd · d | w | N23 · Z1 |

| Sd · d | w | N23 · Z1 |

| Sd · d | t · O49 |

| Sd · d | t · O49 |